# Claude Javogues

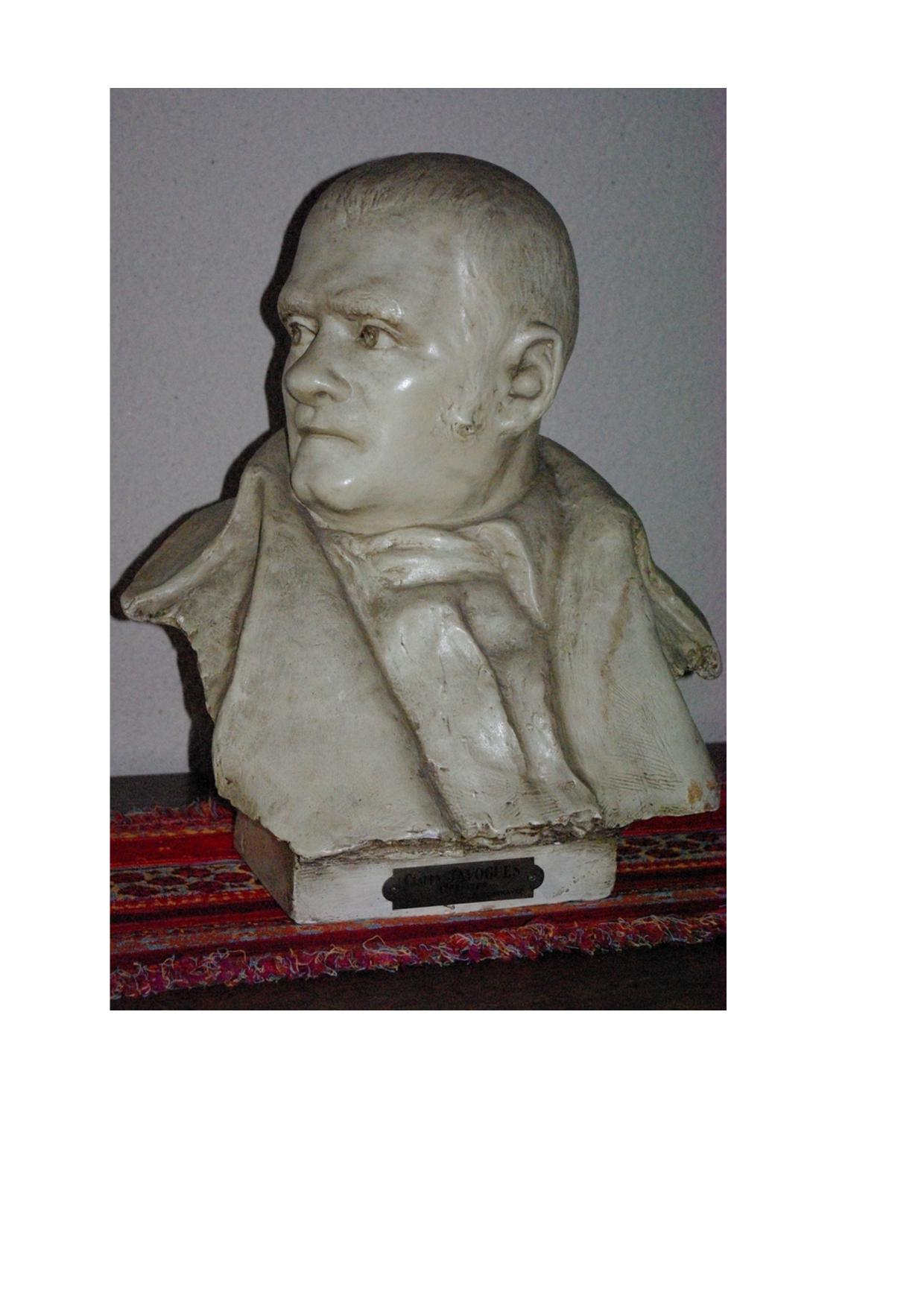
Buste van Claude Javogues

Claude Javogues (Bellegarde-en-Forez, 23 augustus 1759 - Parijs, 10 oktober 1796) was een Franse jurist en politicus, actief tijdens de Franse Revolutie.
Javogues was de zoon van een magistraat in Forez en liep school aan het college van Montbrison. Hij studeerde vervolgens rechten aan de universiteit van Valence. Tussen 1785 en 1792 was hij actief als advocaat in Montbrison. In die stad werd hij na de revolutie benoemd tot commandant van de nationale garde en administrator van het district. Hij werd verkozen als lid van de Nationale Conventie. Tijdens de terreur vormde hij een revolutionaire rechtbank in Feurs. Als voorzitter van die rechtbank veroordeelde hij tussen 1792 en 1794 verschillende opposanten tot de guillotine.
Javogues was een aanhanger van Gracchus Babeuf en hij werd ervan verdacht te hebben samengezworen tegen het Directoire. Hij nam de vlucht maar werd gevangen genomen. Door een krijgsraad werd hij ter dood veroordeeld. Hij werd gefusilleerd op 10 oktober 1796.